# Епифанова, Фаина Георгиевна
Фаи́на Гео́ргиевна Епифа́нова (16 октября 1907 года — 6 февраля 1988 года) — советский режиссёр-мультипликатор и художник-мультипликатор, постановщик ряда рекламных фильмов. Участвовала в создании более 150 мультфильмов.

## Биография
Фаина Епифанова Георгиевна родилась 16 октября 1907 года.
Окончила графическое отделение изокурсов под руководством известного русского художника Фёдора Рерберга. Колыбелью её творчества как художника-мультипликатора стали «Экспериментальная мультмастерская» (1934—1935) и киностудия «Мосфильм» (1935—1936). Однако местом раскрытия её таланта в творчестве стала студия «Союзмультфильм», где Фаина Георгиевна проработала 37 лет (с 1936 года по 1973 год).
Также она была режиссёром студии «Мульттелефильм» — ТО «Экран». Её режиссёрским дебютом в мультипликации стал мультфильм «Дело №_», вышедший в 1964 году.
Была женой мультипликатора Бориса Дёжкина. Сын Дёжкин Сергей Борисович, внучка Дёжкина Оксана Сергеевна, правнук Самойлов Никита Алексеевич.
В 2007 году в свет вышел 81-й выпуск журнала «Киноведческие записки». В нём Кирилл Малянтович вспоминает об мультипликаторах «Союзмультфильма», в том числе и о Фаине Епифановой
.

## Фильмография

### Режиссёр
1. 1964 — «Дело №_»
2. 1965 — «Вы купили зонтик?»
3. 1966 — «Знакомые лица»
4. 1966 — «Дорогая дорога» («Фитиль» № 46)
5. 1967 — «Штурмовщина» («Фитиль» № 59)
6. 1967 — «Заправочные консервы»[3]
7. 1968 — «Дамские головные уборы»[3]
8. 1969 — «Крючок»[4]
9. 1969 — «Жиры»[5]
10. 1970 — «Калейдоскоп-70. Дедка и репка»
11. 1970 — «Новогоднее происшествие»
12. 1971 — «Не забудьте!»
13. 1975 — «Картина. Ехал Ваня»
14. 1978 — «Мой приятель светофор»

### Художник-постановщик
1. 1963 — «Светлячок № 3»
2. 1963 — «Свинья-копилка»

### Художник-мультипликатор
1. 1936 — «В Африке жарко»
2. 1936 — «Колобок»
3. 1936 — «Лиса-строитель»
4. 1937 — «Волшебная флейта»
5. 1937 — «Заяц-портной»
6. 1937 — «Котофей Котофеевич»
7. 1937 — «Любимец публики»
8. 1937 — «Сладкий пирог»
9. 1937 — «Шумное плавание»
10. 1937 — «Дед Мороз и серый волк»
11. 1938 — «Трудолюбивый петушок и беспечные мышки»
12. 1938 — «Ивашко и Баба-Яга»
13. 1938 — «Кот в сапогах»
14. 1938 — «Курица на улице»
15. 1938 — «Охотник Фёдор»
16. 1938 — «Сказка про Емелю»
17. 1938 — «Сказка о добром Умаре»
18. 1938 — «Дядя Стёпа»
19. 1939 — «Лимпопо»
20. 1939 — «Мойдодыр»
21. 1939 — «Таёжные друзья»
22. 1940 — «И мы на Олимпиаду»
23. 1941 — «Бармалей»
24. 1942 — «Ёлка (Новогодняя сказка)»
25. 1942 — «Сластёна»[6]
26. 1943 — «Краденое солнце»
27. 1943 — «Сказка о царе Салтане»
28. 1944 — «Орёл и крот»
29. 1944 — «Синдбад-мореход»
30. 1944 — «Телефон»
31. 1945 — «Дом № 13»
32. 1945 — «Зимняя сказка»
33. 1945 — «Пропавшая грамота»
34. 1945 — «Теремок»
35. 1946 — «Лиса и дрозд»
36. 1946 — «Песенка радости»
37. 1946 — «Тихая поляна»
38. 1946 — «У страха глаза велики»
39. 1947 — «Конек-Горбунок»
40. 1948 — «Серая Шейка»
41. 1948 — «Слон и муравей»
42. 1948 — «Федя Зайцев»
43. 1948 — «Цветик-семицветик»
44. 1948 — «Чемпион»
45. 1948 — «Первый урок»
46. 1949 — «Весенняя сказка»
47. 1949 — «Гуси-лебеди»
48. 1949 — «Лев и заяц»
49. 1949 — «Мистер Уолк»
50. 1949 — «Чудесный колокольчик»
51. 1949 — «Чужой голос»
52. 1949 — «Скорая помощь»
53. 1950 — «Дедушка и внучек»
54. 1950 — «Кто первый?»
55. 1950 — «Чудо-мельница»
56. 1951 — «Ночь перед Рождеством»
57. 1951 — «Помни и соблюдай правила пожарной безопасности»
58. 1951 — «Сердце храбреца»
59. 1951 — «Сказка о мёртвой царевне и семи богатырях»
60. 1951 — «Таёжная сказка»
61. 1952 — «Зай и Чик»
62. 1952 — «Снегурочка»
63. 1953 — «Волшебный магазин»
64. 1953 — «Крашеный лис»
65. 1953 — «Лесной концерт»
66. 1953 — «Непослушный котёнок»
67. 1953 — «Сестрица Алёнушка и братец Иванушка»
68. 1954 — «В лесной чаще»
69. 1954 — «Козёл-музыкант»
70. 1954 — «Мойдодыр»
71. 1954 — «Опасная шалость»
72. 1954 — «Оранжевое горлышко»
73. 1954 — «Подпись неразборчива»
74. 1954 — «Соломенный бычок»
75. 1954 — «Стрела улетает в сказку»
76. 1954 — «Три мешка хитростей»
77. 1955 — «Заколдованный мальчик»
78. 1955 — «Мишка-задира»
79. 1955 — «Необыкновенный матч»
80. 1955 — «Пёс и кот»
81. 1955 — «Снеговик-почтовик (новогодняя сказка)»
82. 1955 — «Трубка и медведь»
83. 1955 — «Храбрый заяц»
84. 1956 — «Двенадцать месяцев»
85. 1956 — «Девочка в джунглях»
86. 1956 — «Лесная история»
87. 1956 — «Палка выручалка»
88. 1956 — «Приключения Мурзилки (вып.1)»
89. 1956 — «Старые знакомые»
90. 1956 — «Шакалёнок и верблюд»
91. 1957 — «Волк и семеро козлят»
92. 1957 — «Знакомые картинки»
93. 1957 — «Исполнение желаний»
94. 1957 — «Чудесница»
95. 1958 — «Грибок-теремок»
96. 1958 — «На перекрёстке»
97. 1958 — «Первая скрипка»
98. 1958 — «Сказ о Чапаеве»
99. 1958 — «Тайна далекого острова»
100. 1959 — «Ровно в три пятнадцать»
101. 1959 — «Приключения Буратино»
102. 1959 — «День рождения»
103. 1959 — «Новогоднее путешествие»
104. 1960 — «Винтик и Шпунтик — весёлые мастера»
105. 1960 — «Лиса, бобёр и другие»
106. 1960 — «Мурзилка и великан»
107. 1960 — «Человечка нарисовал я»
108. 1961 — «Дорогая копейка»
109. 1961 — «Дракон»
110. 1961 — «Мук (Мультипликационный Крокодил) № 5»
111. 1961 — «Фунтик и огурцы»
112. 1961 — «Чиполлино»
113. 1962 — «Дикие лебеди»
114. 1962 — «Светлячок № 2»
115. 1962 — «Сказка про чужие краски»
116. 1962 — «Случай с художником»
117. 1962 — «Чудесный сад»
118. 1964 — «Храбрый портняжка»
119. 1967 — «Машинка времени»
120. 1967 — «Пророки и уроки»
121. 1968 — «Кот в сапогах»
122. 1969 — «Капризная принцесса»
123. 1970 — «Кентервильское привидение»
124. 1971 — «Без этого нельзя»
125. 1971 — «Три банана»
126. 1972 — «Волшебная палочка»
127. 1972 — «Утёнок, который не умел играть в футбол»
128. 1973 — «Только для взрослых (выпуск 2)»
129. 1974 — «Крошка Енот»
130. 1974 — «Сами виноваты»
131. 1979 — «Олимпийский характер»

## Награды
- Медаль «За трудовую доблесть» (6 марта 1950 года) — за выдающиеся заслуги в развитии советской кинематографии, в связи с 30-летием[7].